# Maison Maillard
La maison Maillard ou maison Milsand, 38 rue des Forges à Dijon, est un des hôtels particuliers de style Renaissance du XVIe siècle les plus remarquables de Dijon, en Côte-d'Or. L'hôtel est classé monument historique depuis 1889.

## Historique
Cet hôtel particulier est construit en 1561 pour Jean Maillard, maire de Dijon de 1560 à 1561, avec une remarquable façade richement sculptée. Le niveau supérieur de la façade et la façade de la cour intérieure sont attribués à l'ébéniste et architecte comtois Hugues Sambin (1520-1601).
Au début du XXe siècle, le rez-de-chaussée a été percé pour l’installation du coffrage en bois d'une boutique.

## Galerie de photographies

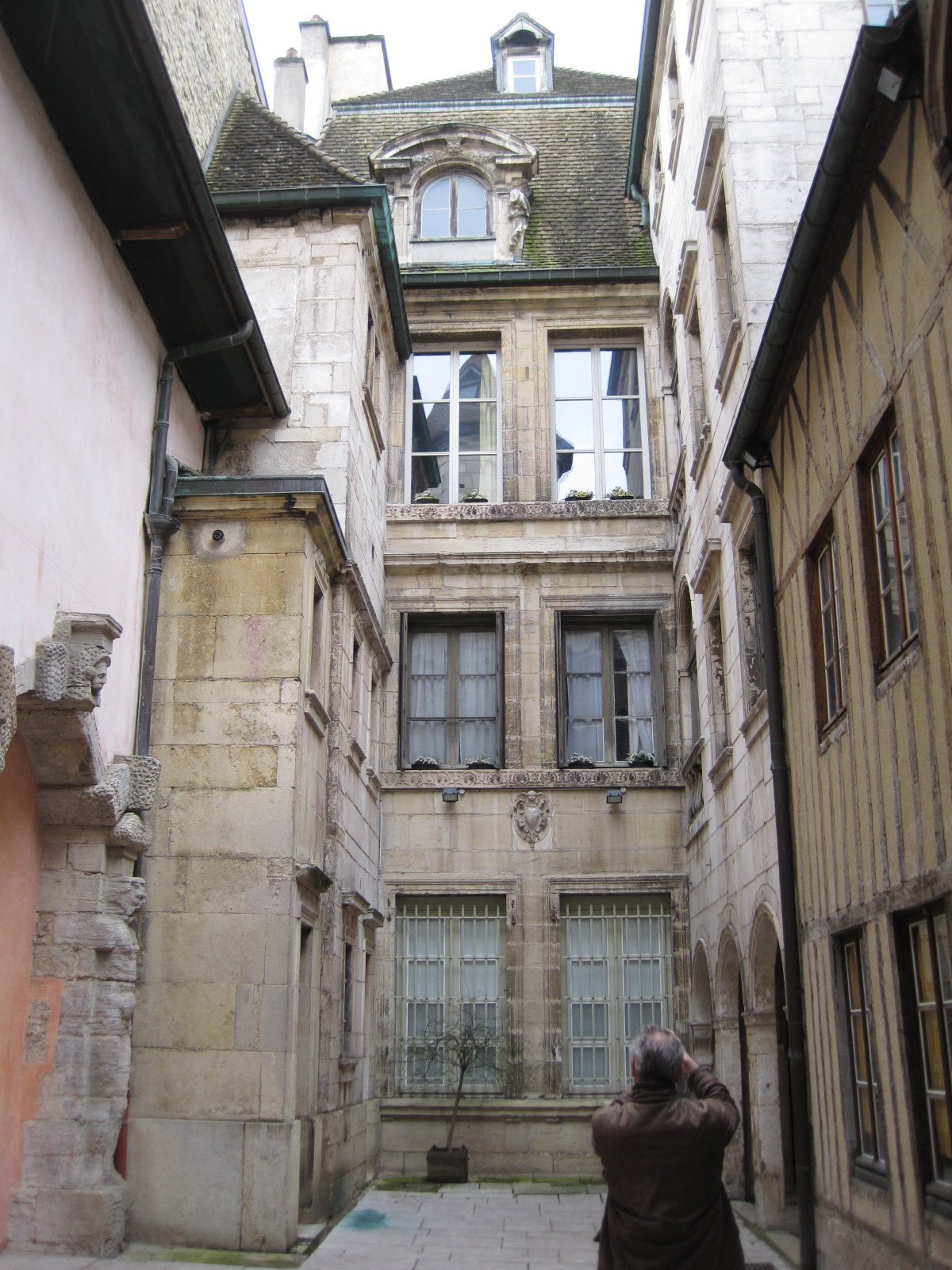
Cour intérieure.
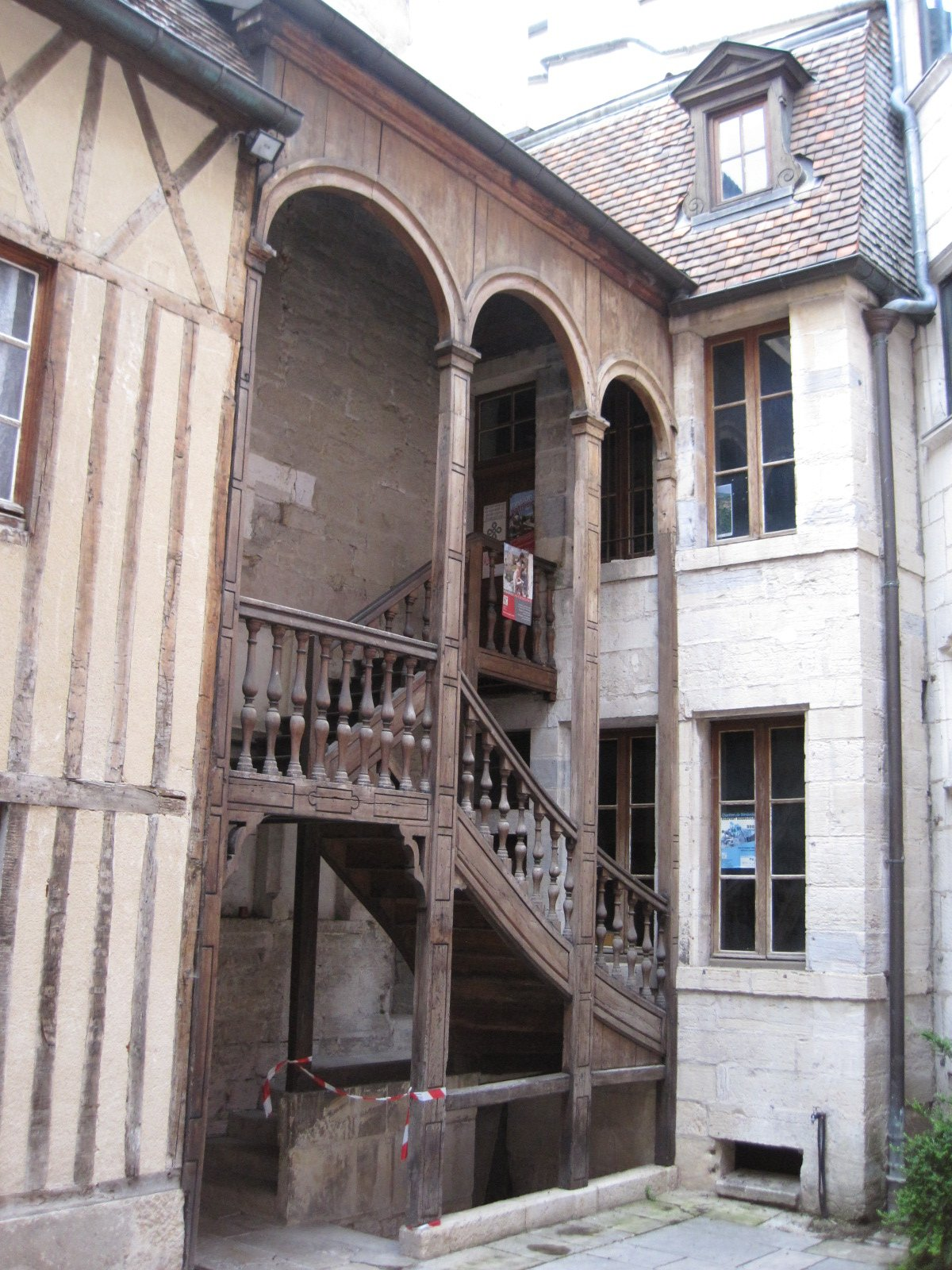
Cour intérieure, l'escalier.
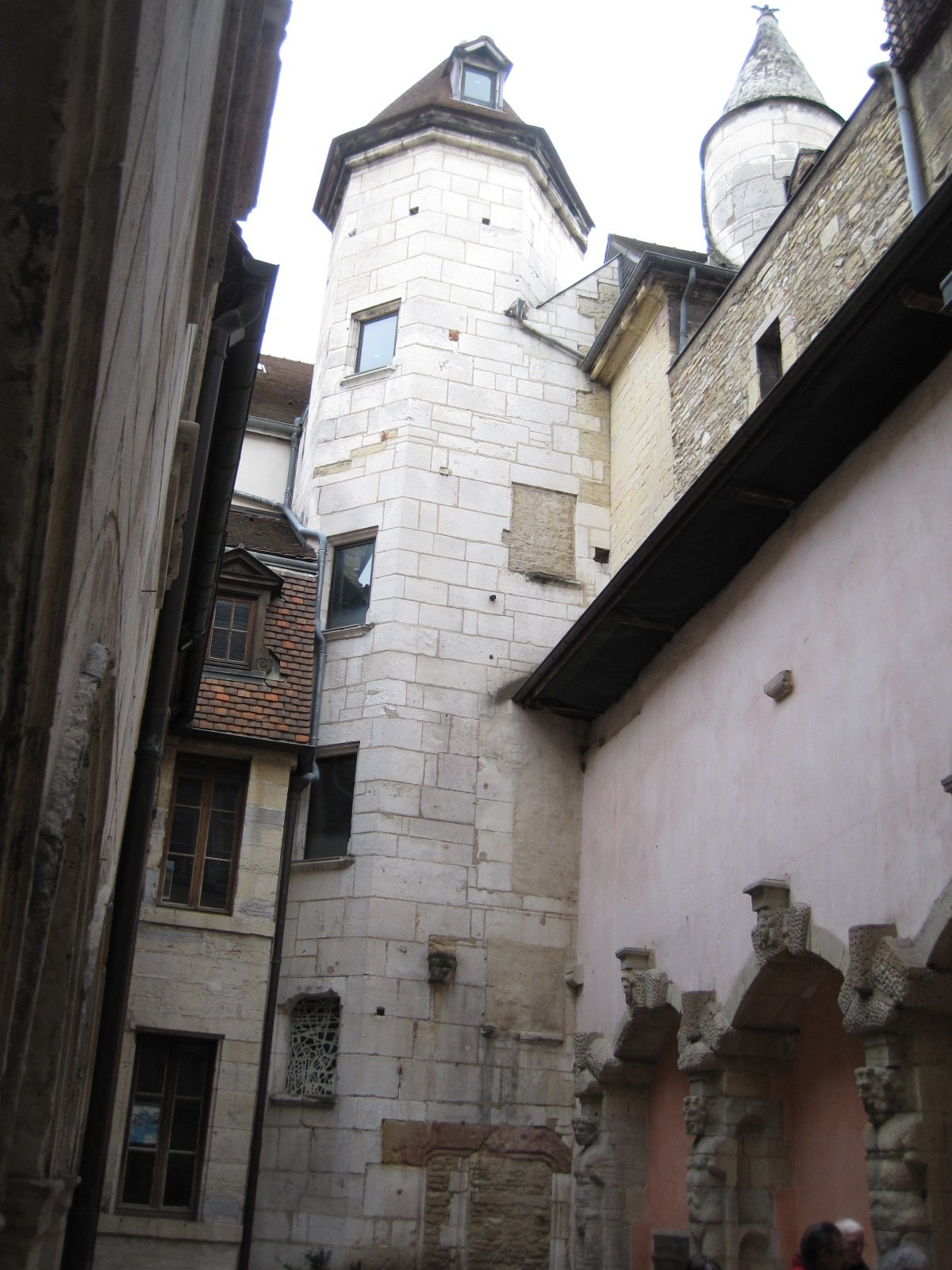
Cour intérieure.
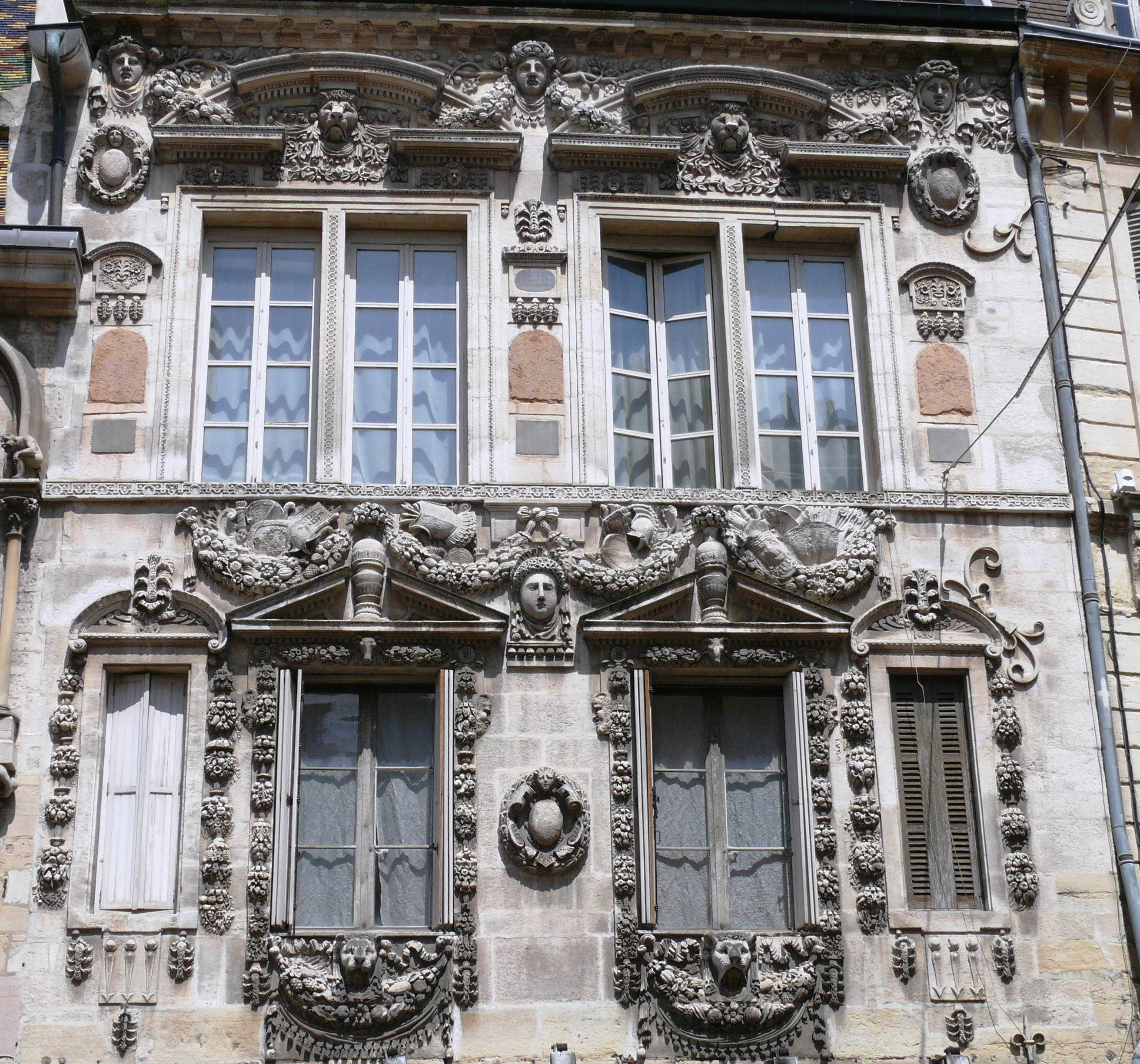
Façade sur la rue des Forges.
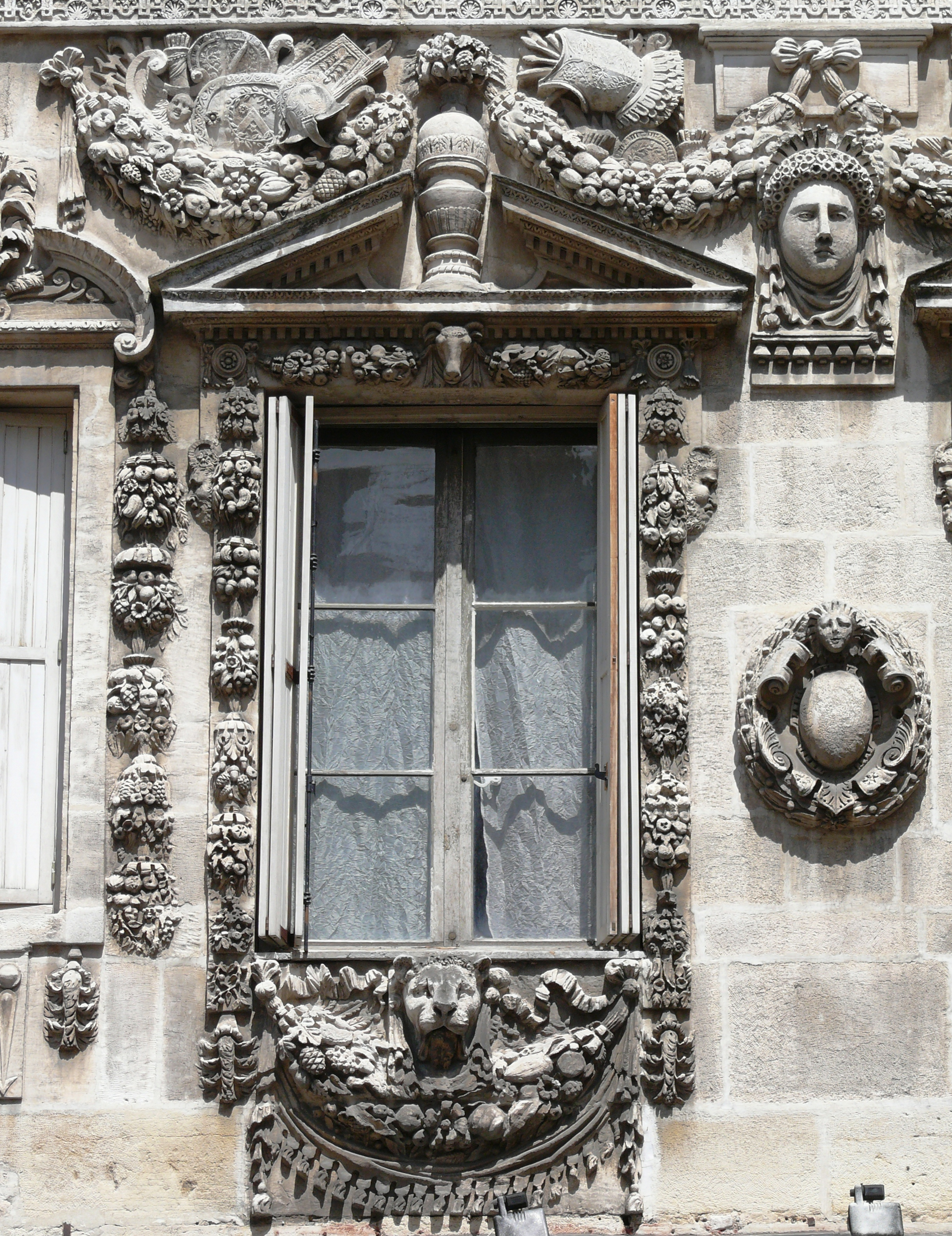
Façade sur la rue des Forges, détail.
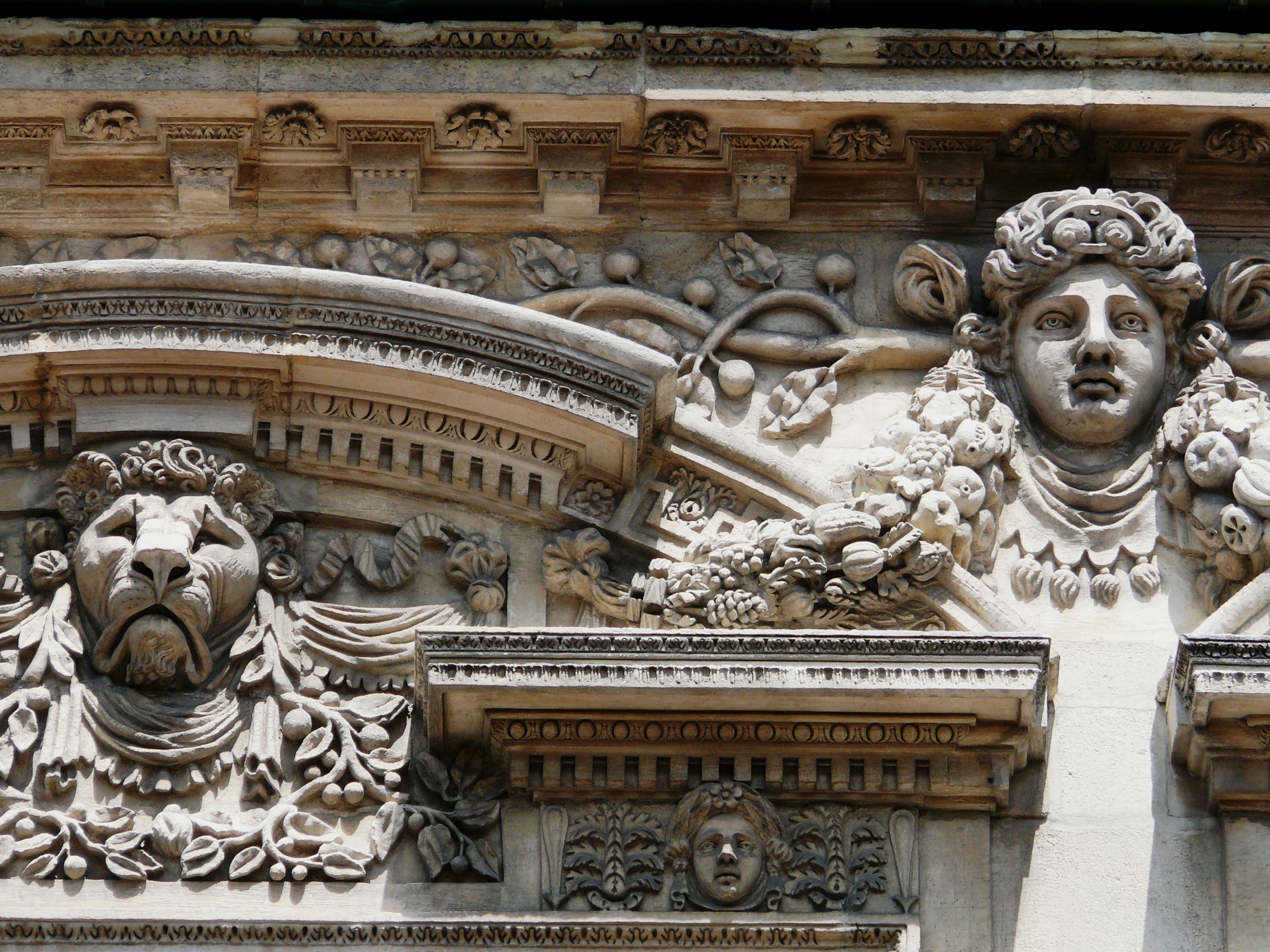
Façade sur la rue des Forges, détail.
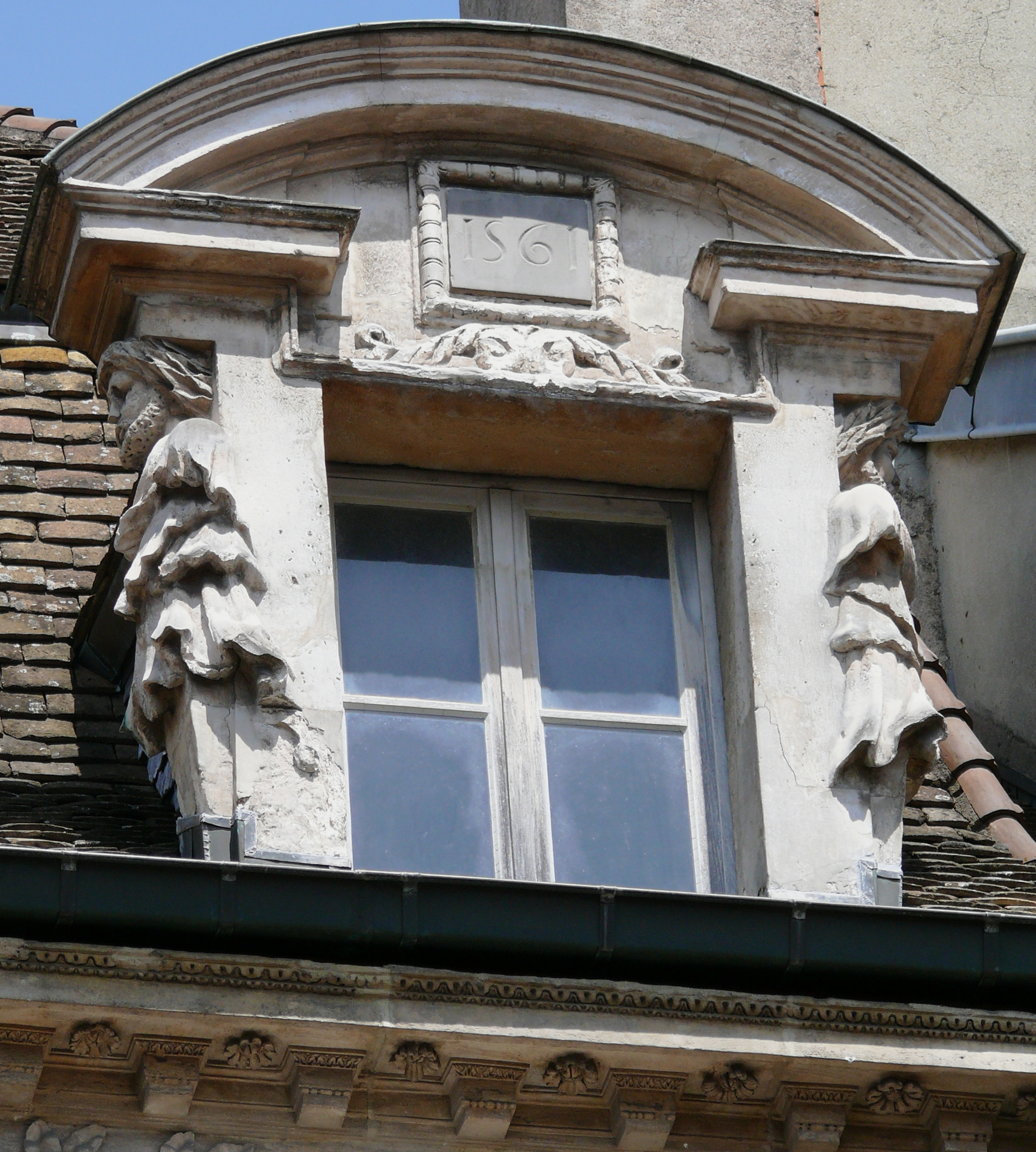
Façade sur la rue des Forges, détail.
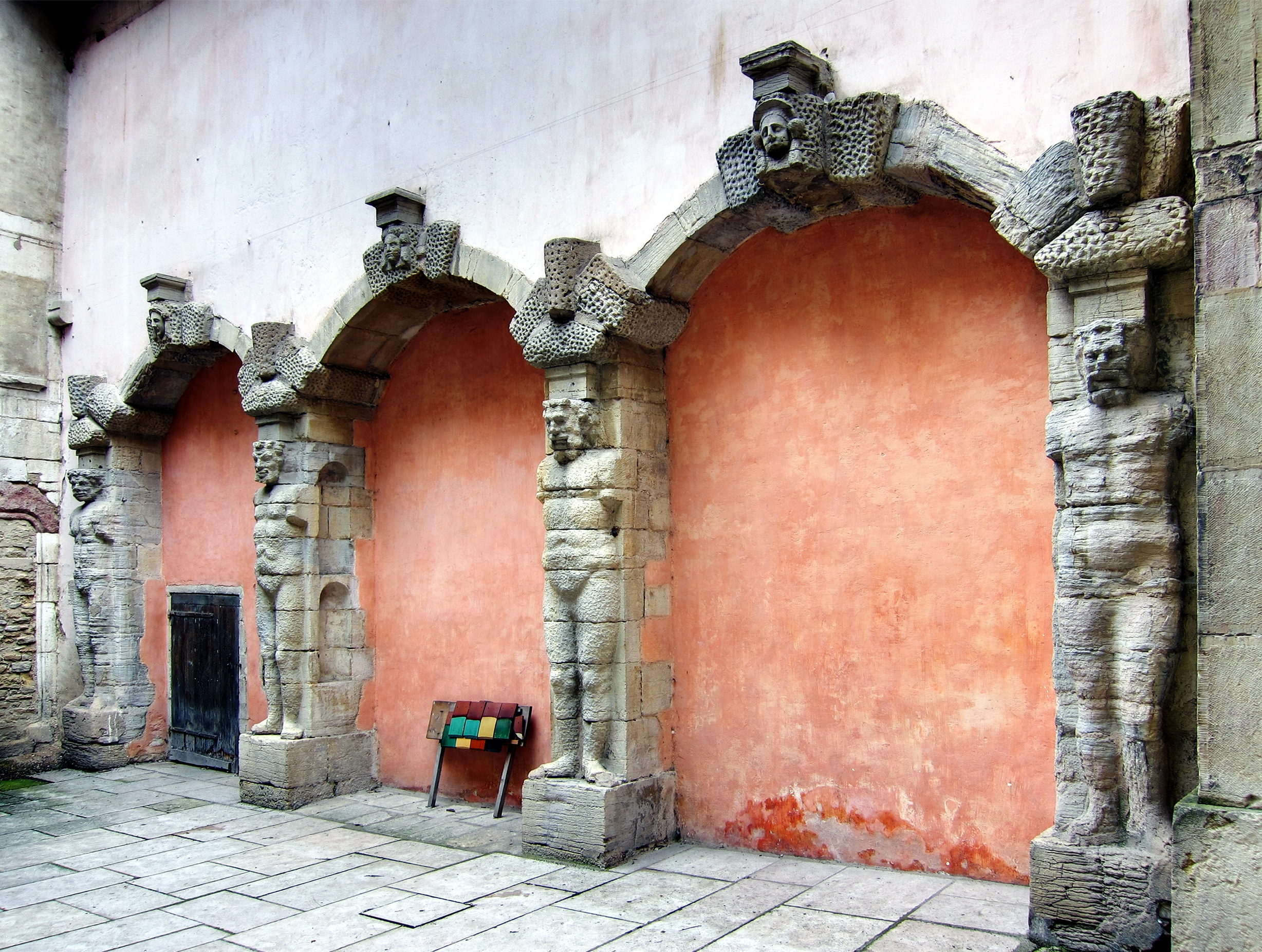
Les Atlantes, dans la cour intérieure.
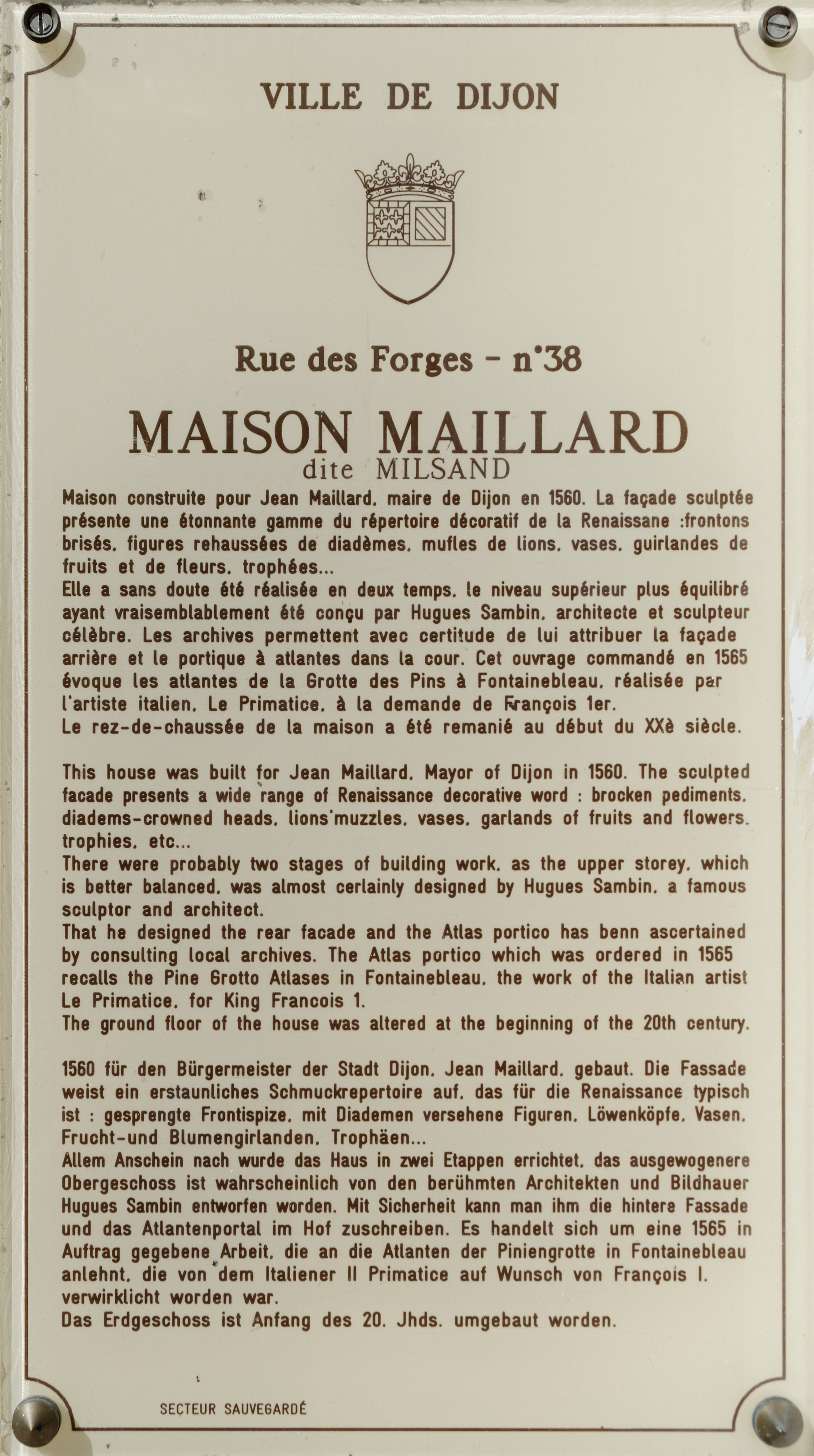
Plaque d'information trilingue (français, anglais, allemand)